# Assamiinae
Sous-famille
Les Assamiinae sont une sous-famille d'opilions laniatores de la famille des Assamiidae.

## Distribution
Les espèces de cette sous-famille se rencontrent en Afrique et en Asie.

## Liste des genres
Selon World Catalogue of Opiliones (03/04/2023) :
- Aboriscus Roewer, 1940
- Afroassamia Caporiacco, 1940
- Anassamia Roewer, 1935
- Assamia Sørensen, 1884
- Assamiella Roewer, 1923
- Assaphalla Martens, 1977
- Dawnabius Roewer, 1935
- Dhaulagirius Martens, 1977
- Gomezyta Roewer, 1935
- Gudalura Roewer, 1927
- Himalassamia Martens, 2021
- Metassamia Roewer, 1923
- Micrassamula Martens, 1977
- Neassamia Roewer, 1935
- Nepalsia Martens, 1977
- Nepalsioides Martens, 1977
- Parassamia Roewer, 1935
- Pechota Roewer, 1935
- Popassamia Roewer, 1940
- Puria Roewer, 1923
- Tavoybia Roewer, 1935
- Umtaliella Lawrence, 1934

## Systématique et taxinomie
Cette sous-famille a été décrite par Sørensen en 1884.

## Publication originale
- Sørensen, 1884 : « Opiliones Laniatores (Gonyleptides W. S. Olim) Musei Hauniensis. » Naturhistorisk Tidsskrift, vol. 14, p. 555–646.